# Ivo Trajkov
Ivo Trajkov (* 27. června 1965 Skopje, Jugoslávie) je česko-makedonský herec, scenárista a režisér známý například z role Željka v televizních seriálech Rapl a Rapl II. Vystudoval pražskou FAMU. Režíroval filmy Kanárská spojka (1993), Ocas ještěrky (2009) či Noc bezMoci (2015). Jako herec si zahrál ve vlastním filmu Movie (2007) či obou řadách seriálu Rapl.

## Pedagogická činnost
Na FAMU vyučuje na Katedře střihové skladby a FAMU International.

## Filmografie
- 1991: Jan (TV film)
- 1993: Kanárská spojka
- 1998: Minulost
- 2004: Velká voda
- 2007: Movie
- 2009: Ocas ještěrky
- 2011: 90 minut – Berlínský projekt
- 2015: Noc bezMoci
- 2020: Fašiangy
- 2023: Piargy
- 2023: Situace kněze (připravovaný)